# Verneřice (Hrob)
Verneřice (německy Wernsdorf) je část města Hrob v okrese Teplice. Nachází se na východě Hrobu. V roce 2011 zde trvale žilo 353 obyvatel.
Verneřice leží v katastrálním území Verneřice u Hrobu o rozloze 2,61 km².

## Historie
První písemná zmínka pochází z roku 1282, ale vztahuje se k zaniklé osadě Staré Verneřice, která stávala asi do druhé poloviny dvacátého století asi o kilometr jižněji.

## Obyvatelstvo
Při sčítání lidu v roce 1921 zde žilo 1 560 obyvatel (z toho 781 mužů), z nichž bylo 645 Čechoslováků, 863 Němců, jeden příslušník jiné národnosti a 51 cizinců. Kromě římskokatolické většiny zde žilo 106 evangelíků, patnáct členů církve československé, osm židů a 329 lidí bez vyznání. Podle sčítání lidu z roku 1930 měla vesnice 1 567 obyvatel: 580 Čechoslováků, 940 Němců, sedm příslušníků jiné národnosti a čtyřicet cizinců. Z nich se 1 096 hlásilo k římskokatolické církvi, 122 k evangelickým církvím, šestnáct k církvi československé, dva k nezjišťovaným církvím a 331 lidí bylo bez vyznání.
|                                                               | 1869 | 1880 | 1890  | 1900  | 1910  | 1921  | 1930  | 1950 | 1961 | 1970 | 1980 | 1991 | 2001 | 2011 |
| ------------------------------------------------------------- | ---- | ---- | ----- | ----- | ----- | ----- | ----- | ---- | ---- | ---- | ---- | ---- | ---- | ---- |
| Obyvatelé                                                     | 681  | 942  | 1 374 | 1 703 | 1 707 | 1 560 | 1 567 | 899  | 561  | 498  | 409  | 377  | 404  | 353  |
| Domy                                                          | 54   | 90   | 116   | 131   | 135   | 141   | 170   | 170  | .    | 81   | 77   | 85   | 88   | 91   |
| Počet domů z roku 1961 je zahrnut v domech místní části Hrob. |      |      |       |       |       |       |       |      |      |      |      |      |      |      |

## Další fotografie

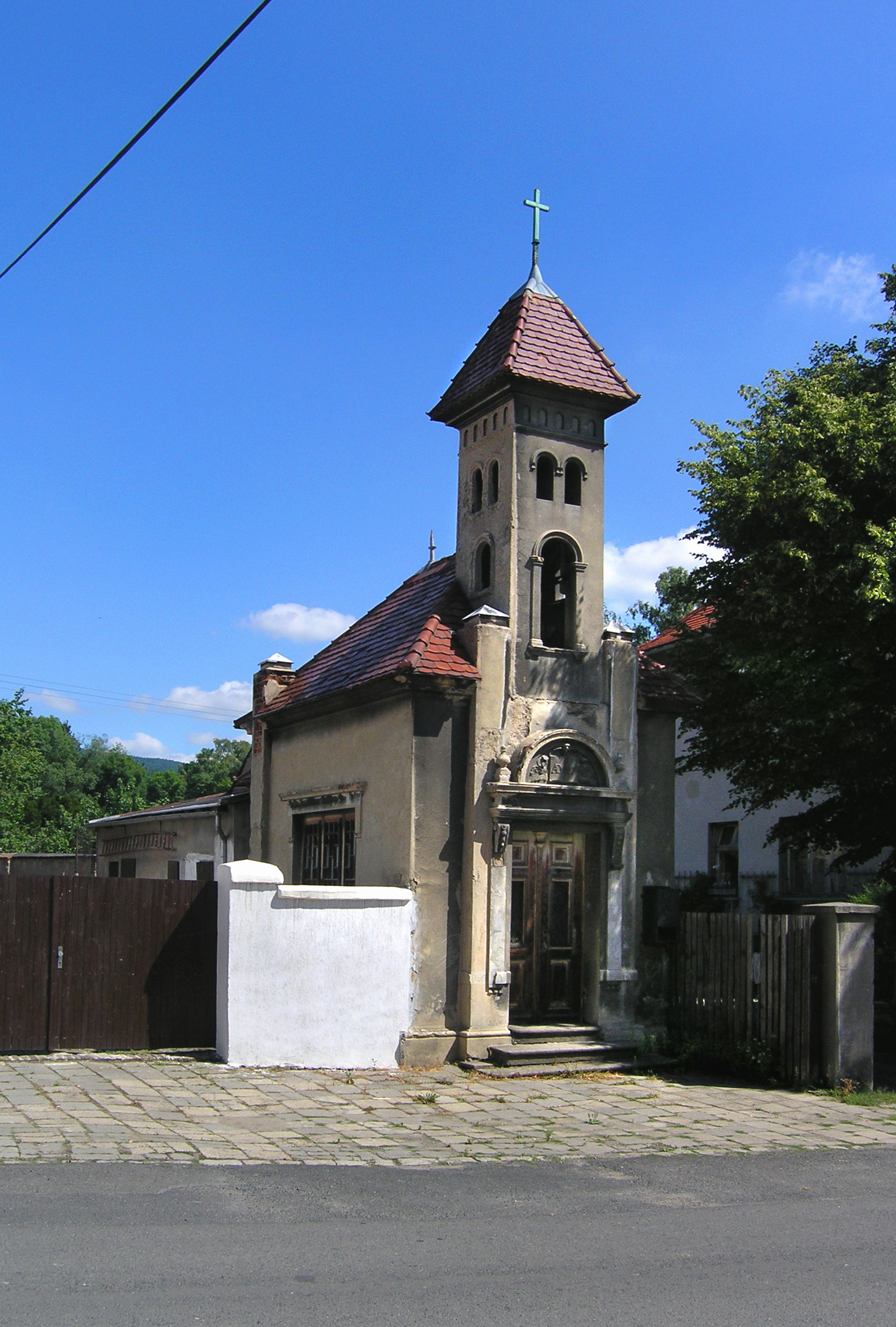
Kaplička
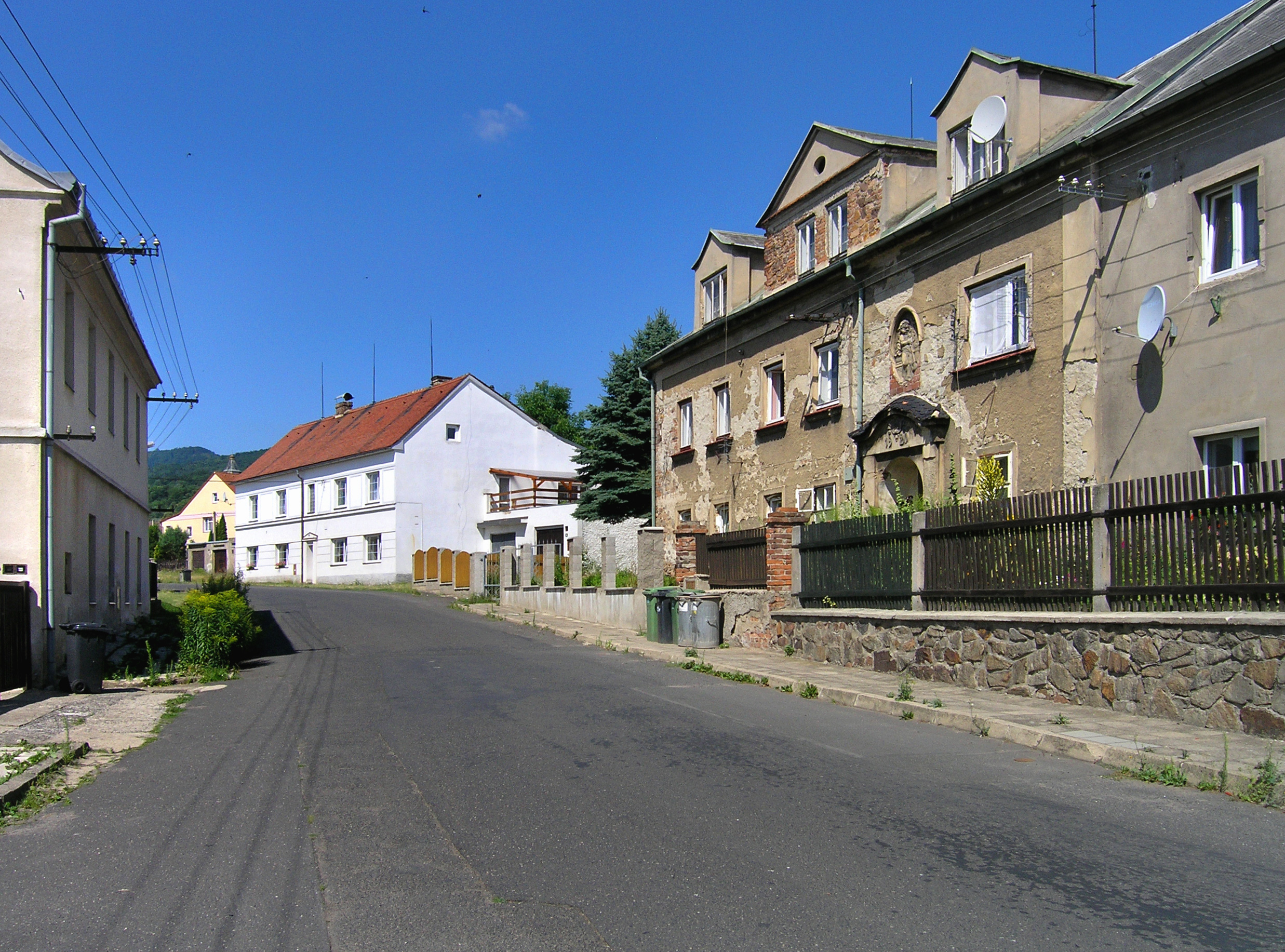
Západní část